# Подорож в Кавказькі гори
«Подорож в Кавказькі гори» («Путешествие в Кавказские горы») — радянський художній фільм 1981 року, знятий режисером Михайлом Ордовським на кіностудії «Ленфільм».

## Сюжет
Історія шестирічного Бобки, доброго та веселого хлопчика, який живе в Ленінграді й відчайдушно мріє приїхати несподівано до тата, він служить у далеких Кавказьких горах. Це його найзаповітніша мрія, і вона, звичайно ж збудеться, але тільки після деяких, цілком нормальних для цього шибеника, пригод.

## У ролях
- Федір Ордовський — Бобка
- Галина Нікуліна — мама Бобки
- Ніна Меньшикова — Клавдія Михайлівна
- Марина Крутікова — Марина
- Олександр Дем'яненко — Микола Іванович
- Сергій Лосєв — Іван Миколайович
- Лариса Леонова — тітка Поля
- Кіра Крейліс-Петрова — тітка Настя
- Костянтин Адашевський — епізод
- Саша Мельников — Ушан
- А. Анцелович — епізод
- Євген Баранов — епізод
- Юхим Кам'янецький — епізод
- Ксенія Куракіна — епізод
- Ліліан Малкіна — епізод
- Юрій Оськін — епізод
- Володимир Рожин — епізод
- Галина Сабурова — епізод
- Віктор Терехов — епізод

## Знімальна група
- Режисер — Михайло Ордовський
- Сценаристи — Світлана Кармаліта, Олексій Герман
- Оператор — Володимир Бурикін
- Композитор — Олег Каравайчук
- Художник — Володимир Костін